# 의숙공주
의숙공주(懿淑公主, 1441년 ~ 1478년 1월 15일(음력 1477년 12월 3일)는 조선 전기의 공주이며, 세조의 장녀이자 적장녀이며 어머니는 정희왕후이다. 의경세자(덕종)의 여동생, 예종의 누나이기도 하다.

## 생애
1441년(세종 23년), 세종의 둘째 아들인 수양대군(晉陽大君, 세조)과 삼한국대부인 윤씨(三韓國大夫人 尹氏, 정희왕후)의 딸로 태어났다.
정인지의 아들인 하성부원군 정현조와 혼인하였으며, 1455년 아버지 세조가 즉위하자 7월, 의숙공주(懿淑公主)에 봉해졌다. 같은해 11월에 왕실 행사에 초대되었고 이후의 행적은 기록에 나타나지 않는다.
1468년(세조 14년) 세조의 붕어 후 봉상시에서 세조의 시호로 올린 글자 중 의숙(懿肅)이 그녀의 작호 의숙과 음이 똑같다는 이유로 개정되었다. 승정원에서 간(簡)·의(毅)·흠(欽) 세 글자를 아뢰었는데, 당초에 정한 세조의 시호 의(懿)자를 바꾸어서 흠(欽)자로 변경하였다.
1468년(예종 1년) 12월 16일 예종은 의숙공주에게 쌀 50석(石)을 선물하였다.
1475년(성종 6년), 사간원에서 내수사의 재곡으로 회암사(檜巖寺)를 중건하는 일을 중지할 것을 청하였으나 성종은 회암사 수리가 내수사의 재곡이 아닌 의숙공주 개인의 재곡으로 수리하는 것이며, 작은 곳을 수리하는 것에 불과하니 다시 언급하지 말라고 하였다.
1477년(성종 8년) 12월 3일 사망하였다. 성종은 조회를 철회하고 의숙공주의 죽음을 애도하였다. 또한 부의(賻儀)로 쌀 70석과 황두(黃豆) 30석, 청밀(淸蜜) 10두, 기름(油) 1석, 소맥(小麥) 3석, 석회(石灰) 10석을 하사하였다.
경기도 고양군 연희면 가좌동 정토부락에 매장되었으며 이후 남편 정현조가 그 아래에 매장되었다. 후에 경기도 의왕시 초평동으로 이장하여 정현조와 합장하였다.

## 가족 관계
- 조부 : 세종(世宗, 1397 ~ 1450)
- 조모 : 소헌왕후 심씨(昭憲王后 沈氏, 1395 ~ 1446)
  - 아버지 : 세조(世祖, 1417 ~ 1468)
- 외조부 : 파평부원군 윤번(坡平府院君 尹璠, 1384 ~ 1448)
- 외조모 : 흥녕부대부인 인천 이씨(興寧府大夫人 仁川 李氏, 1383 ~ 1456)
  - 어머니 : 정희왕후 윤씨(貞熹王后 尹氏, 1418 ~ 1483)
    - 오빠 : 덕종(德宗, 1438 ~ 1457)
    - 동생 : 예종(睿宗, 1450 ~ 1469)

- 시아버지 : 하동부원군 정인지(河東府院君 鄭麟趾, 1396 ~ 1478)
- 시어머니 : 정경부인 경주 이씨(貞敬夫人 慶州 李氏, 생몰년 미상)[3]
  - 부마 : 하성부원군 정현조(河城府院君 鄭顯祖, 1440 ~ 1504)

## 관련 작품

### 드라마
- 《인수대비》 (JTBC, 2011년~2012년 배우:윤주)